# Vladimír Zbyňovský
Vladimír Zbyňovský, fr. Vladimir Zbynovsky (* 28. listopadu 1964 v Bratislavě ) je slovenský sochař a sklářský výtvarník žijící ve Francii.

## Život
Vladimír Zbyňovský absolvoval střední Uměleckoprůmyslovou školu v Bratislavě (1980-1984) se zaměřením na kámen a poté v letech 1985-1991 studoval na Vysoké škole výtvarných umění v Bratislavě u Askolda Žačka. Roku 1989 získal francouzské stipendium a strávil jeden rok na School of Applied Arts v Olivier de Serres. Studia v Bratislavě dokončil u prof. Juraje Gavuly. Gavula byl stejně jako Žačko studentem Václava Ciglera v ateliéru "Sklo v architektuře", kde se uplatňovaly novátorské přístupy k práci se sklem.
Vladimír Zbyňovský se v Bratislavě seznámil se svou ženou Emmanuelle, která pracovala ve Francouzském institutu. Po svatbě s ní roku 1994 přesídlil do Francie, kde si během následujících let vybudoval vlastní ateliér a úspěšně se zavedl jako výtvarník. Pravidelně vystavuje ve světových galeriích a účastní se veletrhů umění jako je Kunstrai, Pan Amsterdam, St'art, SOFA (NY, Chicago). Emmanuelle Zbynovsky pracuje jako předsedkyně sdružení Haut les coeurs a je tajemnicí ESGAA-Štrasburk.

### Ocenění
- 1991 Amber Way Prize, Fr.
- 1993 grant SEMA (Société d’encouragement aux métiers d’art)
- 1996 Prix de la triennale de Nuremberg, Německo
- 2004 First prize, Spertus Judaica Prize, Chicago
- 2005 Gold Medal, British Interior Designers Association

## Dílo
Vladimír Zbyňovský má přirozený cit sochaře pro práci s kamenem a ke sklu přistupuje jako k sochařskému materiálu. Ovládá veškeré horké a studené techniky práce se sklem, jako tavení ve formě a tvarování za tepla, přímé řezání, optické řezání a leštění. Pro svá díla vyhledává bloky žuly, vápence nebo mramoru, které jsou samy o sobě tvarově zajímavé. Ty pak kombinuje s průhledným čirým nebo jemně nažloutle zbarveným broušeným a leštěným sklem, které představuje odhmotněnou substanci a propůjčuje povrchu kamene své optické vlastnosti. Emocionální účinek děl je založen na kontrastu pevné hmoty kamene a křehkosti a křišťálového skla. Na dotyku skla a kamene zůstávají drobné vzduchové dutiny, které při pohledu skrz sklo vytvářejí dojem stříbřité krajiny.
Na počátku své tvorby Zbyňovský otiskoval povrch kamene a podle něj vytvořil negativní reliéf skleněného bloku. Později postup modifikoval a skleněnou část zhotovuje leháním na sádrovou formu. Dlouhým experimentováním s chlazením skleněného bloku dosáhl odolnosti, která umožňuje instalovat díla i v exteriéru bez ohledu na roční doby. Názvy Zbyňovského děl reflektují symbolický dialog obou substancí, výměnu energií mezi kamenem a sklem, tíhu a průzračnost, denní a noční stavy lidské duše (Zrození světla, Kamenná aura, Duch kamene, ad.). V některých dílech jsou naopak kameny včleněny do mohutné skleněné hmoty (Fragment, 2000) nebo sklo vyplňuje dutinu v kameni (Kámen, 2001).

### Realizace a sbírky
- 1995 Yamaha, Japonsko
- 1998 Slovenská národná banka
- 2001 Dexia Bank, Amsterdam
- 2006 City of Chantilly
- 2013 Glass Museum of Conches
- 2018 Oltář katedrály Saint-Denis, Paříž[3][4]

### Autorské výstavy (výběr)
- 2000 Galerie Rob van den Doel, Haag
- 2003 Magic, Galerie Terra Viva, St. Quentin la Poterie (s Begou, Zoričákem)
- 2004 Plateaux Gallery, Londýn (s M. Balgavým a P. Hláškou)
- 2005 Etienne and van den Doel Gallery, Oisterwijk
- 2005 Galerie Rossella Junck, Berlin (s R. Goldchain
- 2005 Galerie Place des Arts, Montpellier
- 2010 Galerie Pokorná, Praha[5]
- 2011 Galerie Matisse Etienne, Oisterwijk, Nizozemsko
- 2012 Galerie Artes, Troyes, Francie[6]
- 2013 Retrospektivní výstava „Prahové hodnoty“, Conches Glass Museum, Francie
- 2015 Galerie Matisse Etienne, Oisterwijk, Galerie Continuum, Königswinter